# Vytautas Andrius Graičiūnas
Vytautas Andrius Graičiūnas (ur. 17 sierpnia 1898 w Chicago, zm. 9 stycznia 1952 w łagrze Olżeras) – amerykańsko-litewski teoretyk zarządzania, doradca w zakresie zarządzania i inżynier.

## Życiorys
Urodził się w rodzinie imigrantów litewskich. Studiował na Uniwersytecie Chicagowskim. Podczas I wojny światowej służył we Francji. Po powrocie do Stanów Zjednoczonych w 1919 roku zainteresował się zarządzaniem i kontynuował studia w Illinois Institute of Technology.
W 1924 roku ożenił się z litewską aktorką teatralną i filmową Unė Babickaitė. W 1927 roku przybył na Litwę i pracował w fabrykach w Kownie. Następnie zaczął podróżować i pracować w wielu krajach Europy. Do 1935 roku pracował jako konsultant i pomagał w rozwijaniu przedsiębiorstw w Barcelonie, Brukseli, Kopenhadze, Londynie i Mediolanie. W tym czasie opublikował w Genewie pracę Relationship in Organization (1933), którą wydano także w Stanach Zjednoczonych. Jego zdaniem menedżer nie powinien mieć więcej niż 4–5 podwładnych.
W 1935 roku powrócił na Litwę, gdzie pracował jako inżynier i  doradca w zakresie zarządzania w różnych państwowych i prywatnych instytucjach, w tym w ministerstwie obrony, lotnictwie litewskim czy teatrze państwowym. Wykładał również na Uniwersytecie Witolda Wielkiego w Kownie. Został odznaczony Krzyżem Komandorskim Orderu Wielkiego Księcia Giedymina. Podczas II wojny światowej postanowił pozostać na Litwie, pomimo istniejącego zagrożenia ze strony Związku Radzieckiego. W 1951 został wraz z żoną aresztowany przez władze radzieckie. Po przesłuchaniu w Moskwie został skazany na 10 lat pobytu w obozie (Gułagu) i zmarł w niewyjaśnionych okolicznościach w 1952 roku w łagrze Olżeras na Syberii. 